# ホセ・ルイス・パニーソ
ホセ・ルイス・パニーソ（José Luis Panizo, 1922年2月6日 - 1990年2月4日）は、スペイン・ビスカヤ県バサウリ出身のサッカー選手。ポジションはMF。16シーズン過ごしたアスレティック・ビルバオでは公式戦413試合に出場して179得点を挙げ、7個のタイトルを獲得した。スペイン代表として1950 FIFAワールドカップ・ブラジル大会に出場した。

## 経歴

### クラブ
1922年にバスク地方のビスカヤ県セスタオに生まれ、16歳の時にアスレティック・ビルバオの下部組織に加わった。すぐにトップチームに引き上げられ、1939年にトップチームデビューを果たしている。1942-43シーズンにはプリメーラ・ディビシオンとコパ・デル・ヘネラリシモの2冠を達成した。20歳ながら24試合に出場して（当時は14クラブであり計26試合）、自身初の二桁得点となる12得点を挙げている。
1943-44シーズンにはコパ・デル・ヘネラリシモで2連覇し、1944-45シーズンには3連覇を達成した。1946-47シーズンのリーグ戦では自己最多の16得点を挙げ（リーグ8位）、1947-48シーズンには自己記録をさらに上回る18得点を挙げている（リーグ5位）。1949-50シーズンにはコパ・デル・ヘネラリシモで優勝。1950年シーズン初頭にはコパ・エバ・ドゥアルテで優勝した。
1954-55シーズンは1試合の出場にとどまり、33歳となった1955年にはセグンダ・ディビシオンのSDインダウチュに移籍した。1955-56シーズンはSDインダウチュで11試合に出場し、1956年に現役引退した。
1990年2月4日、ポルトゥガレテで死去した。

### 代表
1946年6月23日、マドリードで行われたアイルランド代表との親善試合でスペイン代表デビューした。1950年にはブラジルで開催された1950 FIFAワールドカップに出場して4位となった。自身は4試合に出場している。この際の同僚にはテルモ・サラやアグスティン・ガインサなどがいる。スペイン代表としては計14試合に出場して2得点を挙げた。

## タイトル
- プリメーラ・ディビシオン (1): 1942–43
- コパ・デル・ヘネラリシモ (4): 1943, 1944, 1944–45, 1949–50
- コパ・エバ・ドゥアルテ (1): 1950